# 車善七
車 善七（くるま ぜんしち）は、江戸時代の江戸浅草の非人頭が代々世襲した名前。幼名は千代松と名乗る。

## 由緒
同家の由緒については諸説あり、確定していない。
- 元祖は佐竹家の家老・車丹波守義照の子・車善七郎という説（『地方凡例録』など）

常陸国の戦国大名佐竹家の家老・車義照は関ヶ原の戦いで西軍に加わることを進言した。結果として敗れ、佐竹家は秋田に転封となった。義照はこれを不服として、水戸城を奪還する企てを起こす。これが幕府に露見し、捕らえられ磔となり、善七郎は浪人となった。その後、徳川家康の暗殺を企てて捕らえられるが、許されて非人頭となった。
- 三河国渥美村出生説（『浅草非人頭車千代松由緒書』）

初代車善七は三河国渥美村の出生だったが、天正18年（1590年）徳川家康の関東入国のときに江戸に移り、浅草の大川端に住んでいた。その後、慶長13年（1608年）に非人頭に任命された。

## 概要
寛文6年（1666年）以降は、江戸の新吉原の隣接地に移され、900坪の土地に広大な住居を構えていた。配下の非人小屋は300軒を超え、小屋が持つ勧進場からの収入で生活を営んだ。江戸の非人頭は他に品川松右衛門、深川善三郎、代々木久兵衛がいたが、その中で最も勢力を誇っていた。
また、病囚等の保護を行う浅草溜の管理を任されていた。
穢多（えた）頭（＝長吏頭）矢野弾左衛門との間には、配下の雑芸民の管轄や生業に関わる権益などで何度も訴訟が起きた。しかし、享保6年（1721年）から7年（1722年）に訴訟に破れると、長吏頭の配下という地位が確定し、幕末に至った。
明治4年（1871年）の解放令によって非人自体が廃止され、非人頭としての地位を失い、その後「長谷部善七」と改名した。